# Giovanni Cornacchia
Giovanni Cornacchia (ur. 18 czerwca 1939 w Pescarze, zm. 23 czerwca 2008 tamże) – włoski lekkoatleta, płotkarz, wicemistrz Europy w 1962, trzykrotny olimpijczyk.
Specjalizował się w biegu na 110 metrów przez płotki. Odpadł w ćwierćfinale tej konkurencji na igrzyskach olimpijskich w 1960 w Rzymie.
Zdobył srebrny medal w biegu na 110 metrów przez płotki na mistrzostwach Europy w 1962 w Belgradzie, przegrywając jedynie z Anatolijem Michajłowem ze Związku Radzieckiego. Zajął 7. miejsce w finale tej konkurencji na igrzyskach olimpijskich w 1964 w Tokio.
Zajął 5. miejsce w biegu na 60 metrów przez płotki na europejskich igrzyskach halowych w 1966 w Dortmundzie. Na mistrzostwach Europy w 1966 w Budapeszcie zajął w finale 5. miejsce. Odpadł w eliminacjach na igrzyskach olimpijskich w 1968 w Meksyku.
Był wicemistrzem w biegu na 110 metrów przez płotki na letniej uniwersjadzie w 1965 w Budapeszcie. Zwyciężył na igrzyskach śródziemnomorskich w 1967 w Tunisie.
Był mistrzem Włoch w biegu na 110 metrów przez płotki w 1960, 1962 i 1964.
Ustanowił rekord Włoch w biegu na tym dystansie czasem 13,9 s (5 sierpnia 1962 w Gorycji).